# PZInż. 603
Der PZInż. 603 war ein polnischer Lastkraftwagen aus der Zeit vor dem Zweiten Weltkrieg.

## Entstehung
Im Jahr 1937 begannen die Ingenieure des Unternehmens Państwowe Zakłady Inżynierii (kurz PZInż.) mit der Entwicklung an einen Zwei-Tonnen-Lastkraftwagen. Kurze Zeit später präsentierten sie ein Fahrzeug mit der Bezeichnung PZInż. 603. 75 Prozent der Teile und Konstruktion flossen wenig später in das Konzept des PZInż. 703 mit ein. Vom PZInż. 603 sollte es zwei Grundtypen mit verschiedenen Motoren geben. Die Bezeichnung unterschied sich dabei nur geringfügig (PZInż. 603= Straßenversion, PZInż. 603-W= Geländeversion). Geplant waren der Bau von verschiedenen Versionen, darunter Krankenkraftwagen, Lastkraftwagen mit einem Flak-Scheinwerfer und ein Generatorwagen.

## Produktion
Da man versuchte, den Motor vom Typ PZInż. 625 in das Fahrzeug einzubauen und auf Schwierigkeiten stieß, wurden in der zweiten Hälfte des Jahres 1938 nur zwei Prototypen mit dem Motor vom Typ PZInż. 705 zusammengebaut. Die Serienfertigung sollte im Jahr 1940 beginnen. Aufgrund des Einmarsches in Polen durch die Wehrmacht wurden die Pläne verworfen. Wie viele Fahrzeuge hergestellt wurden, ist nicht bekannt.

## Technische Beschreibung
Das Fahrgestell des Lastkraftwagen bestand aus Stahl mit einer Ladefläche aus Holz und einem Fahrerhaus, ebenfalls aus Stahl. Der Kraftstofftank befand sich unter dem Sitz des Kraftfahrers und umfasste 75 Liter. Auf der Straße konnte das Fahrzeug bis zu 2,50 t an Gewicht zuladen. Bei Fahrten im Gelände verringerte sich die Zuladung auf 1,60 t. Alternativ konnte der Lastkraftwagen, neben dem Kraftfahrer und dem Beifahrer, auf der Ladefläche bis zu 25 Personen mitführen. Zusätzlich war der Lastkraftwagen in der Lage einen Anhänger mit einer Masse von 2 t zu ziehen.
Der Motor befand sich vor dem Fahrerhaus und trieb die Hinterräder an. Dabei handelte es sich – je nach Ausführung – um einen vom Typ PZInż. 625 oder vom Typ PZInż. 705. Der Motor vom Typ PZInż. 625 war ein flüssigkeitsgekühlter Vierzylinder-Ottomotor und war für Fahrten im Gelände ausgelegt. Der Motor hatte einen Hubraum von 3450 cm³ und leistete 60 PS (44 kW) bei 2800/min. Damit erreichte der Lastkraftwagen eine Höchstgeschwindigkeit von 60 km/h auf der Straße. Der Kraftstoffverbrauch lag bei 28 Liter auf 100 Kilometer. Der Motor befand sich vor dem Fahrerhaus und war mit Blech verkleidet. Zugang zum Motor erhielt man durch Luken an der Seite. Betrieben wurde dieser Motor ausschließlich mit Motorenbenzin. Die Besonderheit bei diesem Motor lag beim Gewicht. Aufgrund der Aluminium-Silicium-Legierung und der Zylinder und Zylinderlaufbuchsen aus Gusseisen, wog der Motor ohne Betriebsstoffe lediglich 50 kg.
Der Motor vom Typ PZInż. 705 war ein flüssigkeitsgekühlter Sechszylinder-Ottomotor und war für schnelle Fahrten auf der Straße ausgelegt. Dieser orientierte sich konstruktiv sehr stark an den deutschen Maybach HL 42. Der Motor hatte einen Hubraum von 4670 cm³ und leistete 75 PS (55 kW) bei 2400/min. Damit erreichte der Lastkraftwagen eine Höchstgeschwindigkeit von 80 km/h auf der Straße. Der Kraftstoffverbrauch lag bei 23 Liter auf 100 Kilometer. Betrieben wurde dieser Motor ausschließlich mit Motorenbenzin. Der Motor ohne Betriebsstoffe wog 330 kg.
Das Fahrerhaus des PZInż. 603 war mit einer geteilten Frontscheibe ausgerüstet. Diese hatte zwei Scheibenwischer für jedes Fenster. Um das Fahrerhaus mit Frischluft zu versorgen, wurde ein leistungsstarke Belüftung eingebaut, welche über einen kippbaren Luftausströmer vor der Frontscheibe bedient werden konnte. Zusätzlich war es möglich, die Fenster an den Türen teilweise abzuklappen. Im Winter konnte das Fahrerhaus mithilfe einer Heizung gewärmt werden. Die Sitzbank, mit einer Kapazität von drei Plätzen, war mit Leder bezogen und auf einem Metallrahmen montiert. Wollte man die Sitzposition verändern, war dies in geringem Maße möglich, dann allerdings nur für die gesamte Sitzbank.